# Walerian Zorin

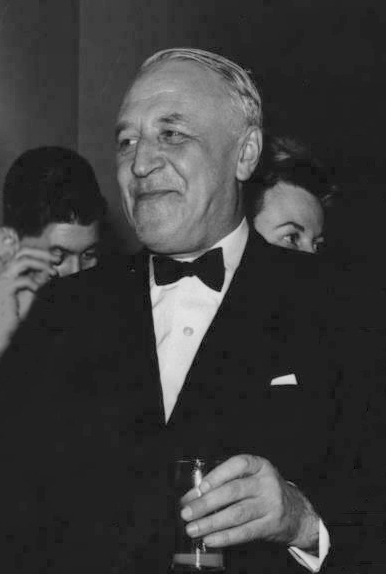
Walerian Zorin (1962)

Walerian Zorin, ros. Валериан Александрович Зорин (ur. 14 stycznia 1902 w Nowoczerkasku, zm. 14 stycznia 1986 w Moskwie) – radziecki dyplomata i działacz państwowy. Przedstawiciel ZSRR w ONZ.

## Życiorys
W 1935 ukończył WKIP, od 1922 był członkiem partii bolszewików. Od 1922 do 1932 pracował w moskiewskim komitecie i Centralnym Komitecie Komsomołu, od 1935 do 1941 był działaczem partyjnym i wykładowcą. W 1941 został przeniesiony do Ludowego Komisariatu Spraw Zagranicznych (НКИД) ZSRR i wyznaczony na stanowisko zastępcy generalnego sekretarza. Od 1943 do 1945 kierował 4 Europejskim Wydziałem LKSZ. Od 22 marca 1945 był ambasadorem w Czechosłowacji, faktycznie kierując działalnością rządu tego kraju. Od 1947 do 1955 był zastępcą ministra spraw zagranicznych ZSRR i jednocześnie od 1952 do 1953 stałym przedstawicielem ZSRR w Radzie Bezpieczeństwa ONZ. W 1955 został ambasadorem w RFN, w 1956 powrócił do Moskwy na stanowisko wiceministra SZ. Od 1956 był kandydatem na członka, a od 1961 do 1971 członkiem CK KPSS. Od 1960 do 1962 był powtórnie stałym przedstawicielem ZSRR w Radzie Bezpieczeństwa ONZ. Od 1965 był ambasadorem we Francji. W 1971 został mianowany ambasadorem do spraw nadzwyczajnych.
Pochowany na cmentarzu Nowodziewiczym w Moskwie.

## Ordery i odznaczenia
- Order Lenina (trzykrotnie, w tym 5 listopada 1945[2])
- Order Rewolucji Październikowej
- Order Czerwonego Sztandaru Pracy (trzykrotnie, m.in. 3 listopada 1944, 13 stycznia 1982)
- Order Przyjaźni Narodów
- Order „Znak Honoru”